# Ионишкелис
Ионишке́лис (лит. Joniškėlis) — город Пасвальского района Паневежского уезда Литвы, центр Ионишкельского городского староства. Население 1201 человека (2011).

## География
Расположен на реке Муша в 15 км на запад от города Пасвалис. Железнодорожная станция на линии Шяуляй — Жеймялис.

## История
Первое упоминание Ионишкелиса относится к 1685 году. В 1736 году польский король Август III дал поселению права города. После раздела Речи Посполитой отошёл к Российской Империи. До 1917 года носил название Иоганишкели. В 1915—1919 годах был уездным центром.
До 1940 года в составе независимой Литвы.
C 1940 года по 1990 год в составе Литовской ССР. С 1950 по 1959 года был районным центром одноимённого района. По непроверенным сведениям, участок узкоколейной дороги Ионишкелис — Жеймялис построен в 1943 году, в 1969 году был закрыт.
С 1991 года в составе независимой Литвы. С 1995 года центр Ионишкельского городского староства. 28 февраля 2005 года был утверждён флаг и герб города. Их автор Юозас Галкус (Juozas Galkus).
В 1810 году была основана Ионишкельская сельскохозяйственная школа. В Ионишкелисе находилась Опытная станция Литовского научно-исследовательского института земледелия. Участок узкоколейной дороги Паневежис — Ионишкелис планируется превратить в велосипедную дорожку.

## Население
| жителей | 100 | 670 | 568 | 2592 | 1871 | 1776 | 1585 | 1477 | 1383 | 1201 |

| Год  | Численность | Численность |
| ---- | ----------- | ----------- |
| 2001 | 1484        | [ 5 ]       |
| 2002 | 1443        | [ 5 ]       |
| 2003 | 1423        | [ 5 ]       |
| 2004 | 1404        | [ 5 ]       |
| 2005 | 1373        | [ 5 ]       |
| 2006 | 1354        | [ 5 ]       |
| 2007 | 1320        | [ 5 ]       |
| 2008 | 1299        | [ 5 ]       |
| 2009 | 1286        | [ 5 ]       |
| 2010 | 1270        | [ 5 ]       |
| 2011 | 1202        | [ 5 ]       |
| 2012 | 1178        | [ 5 ]       |
| 2013 | 1138        | [ 5 ]       |
| 2014 | 1125        | [ 5 ]       |
| 2015 | 1107        | [ 5 ]       |
| 2016 | 1086        | [ 5 ]       |
| 2017 | 1069        | [ 6 ]       |
| 2018 | 1048        | [ 7 ]       |
| 2019 | 1044        | [ 5 ]       |
| 2020 | 1022        | [ 5 ]       |
| 2021 | 1026        | [ 5 ]       |
| 2022 | 979         | [ 5 ]       |
| 2023 | 977         | [ 5 ]       |

## Известные жители
- Иван Иванович Гольц-Миллер (1842—1871) — поэт и переводчик; уроженец города[8].
- Йонас Чепулис (Jonas Čepulis) — боксёр (1939—2015)
- Ромуальдас Озолас (Romualdas Ozolas) — философ и политический деятель. (1939—2015)

## Достопримечательности
- Костёл (Joniškėlio Švč. Trejybės bažnyčia) построен в 1792 году.

## Галерея

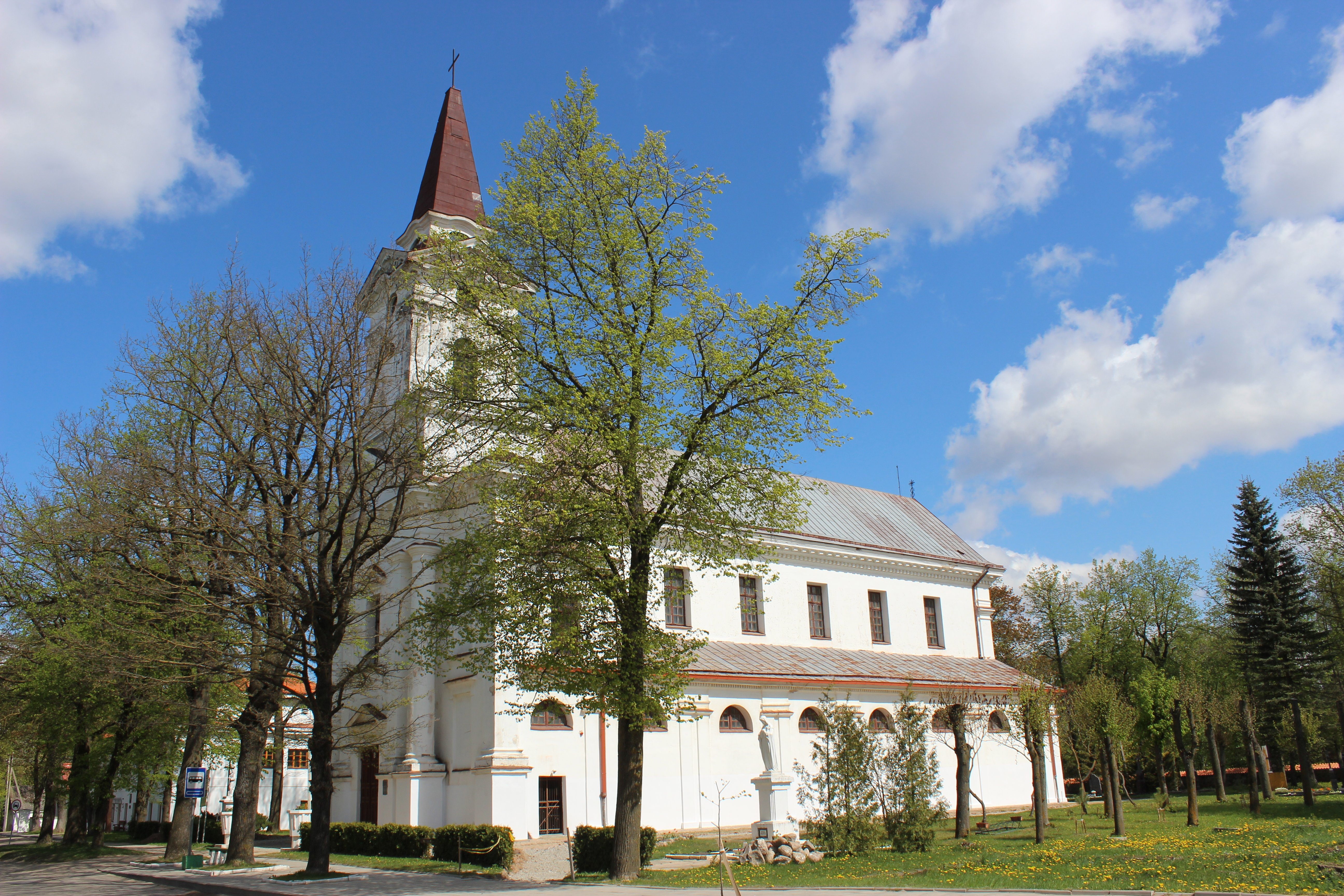
Костёл
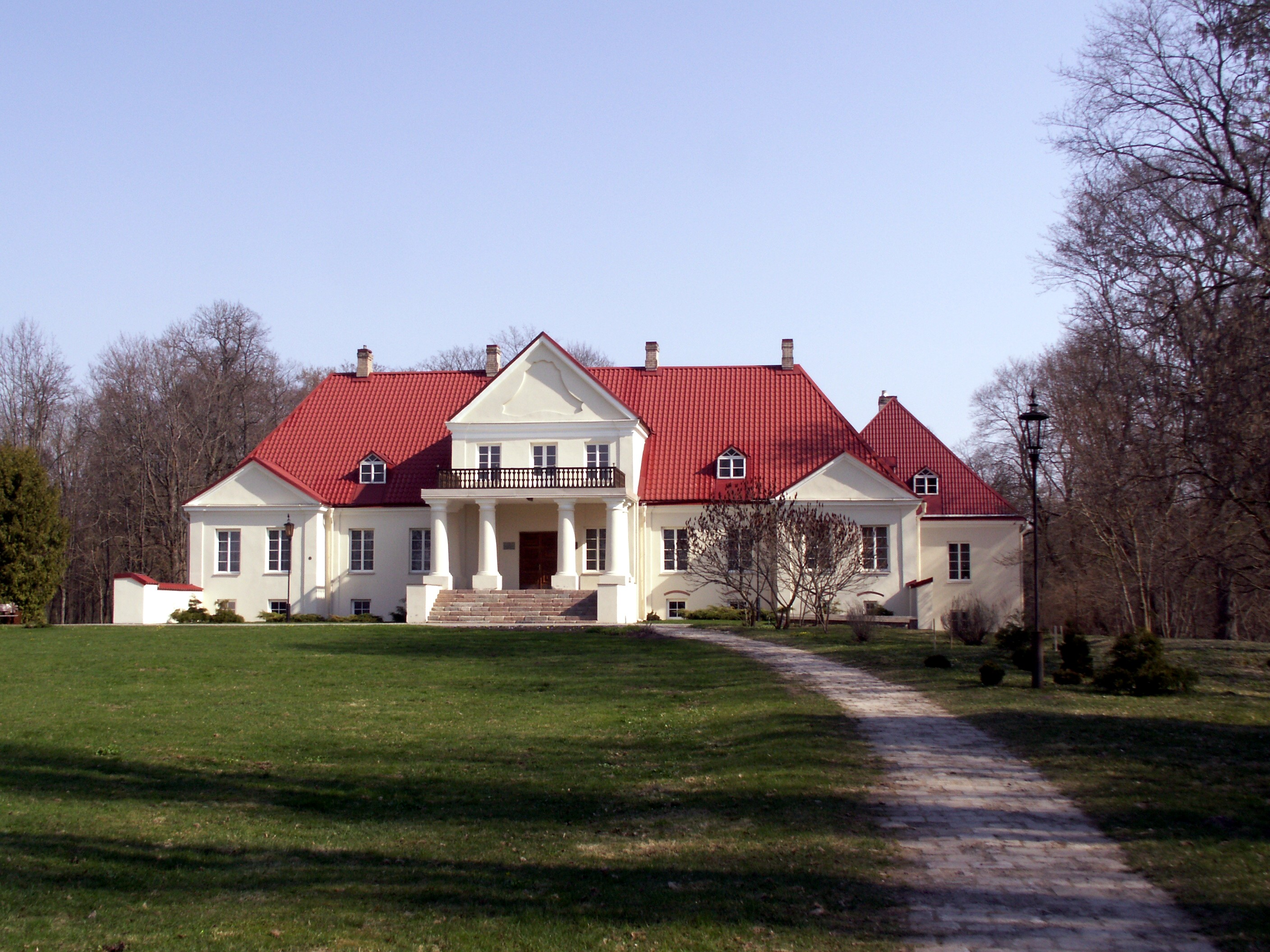
Дворец
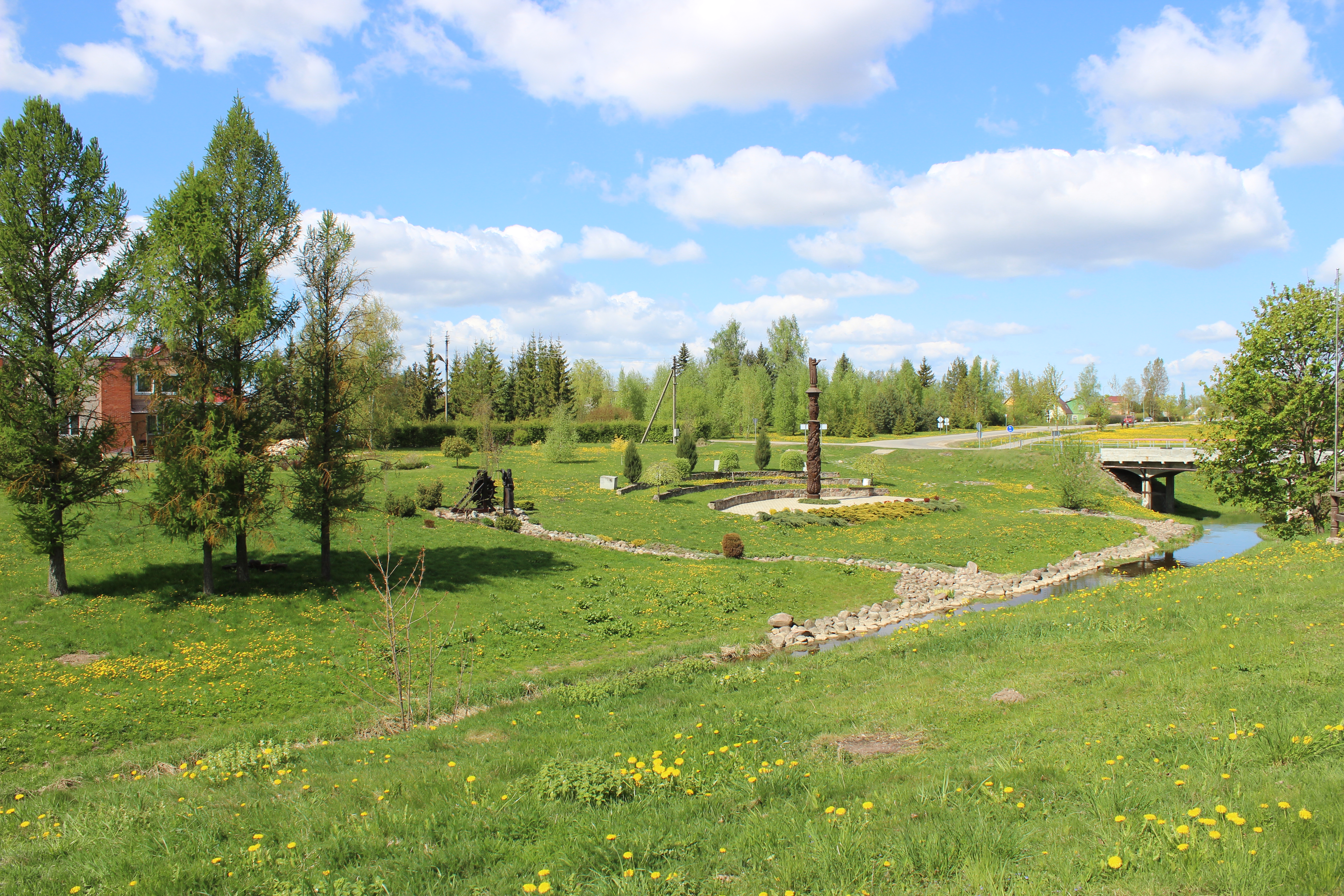
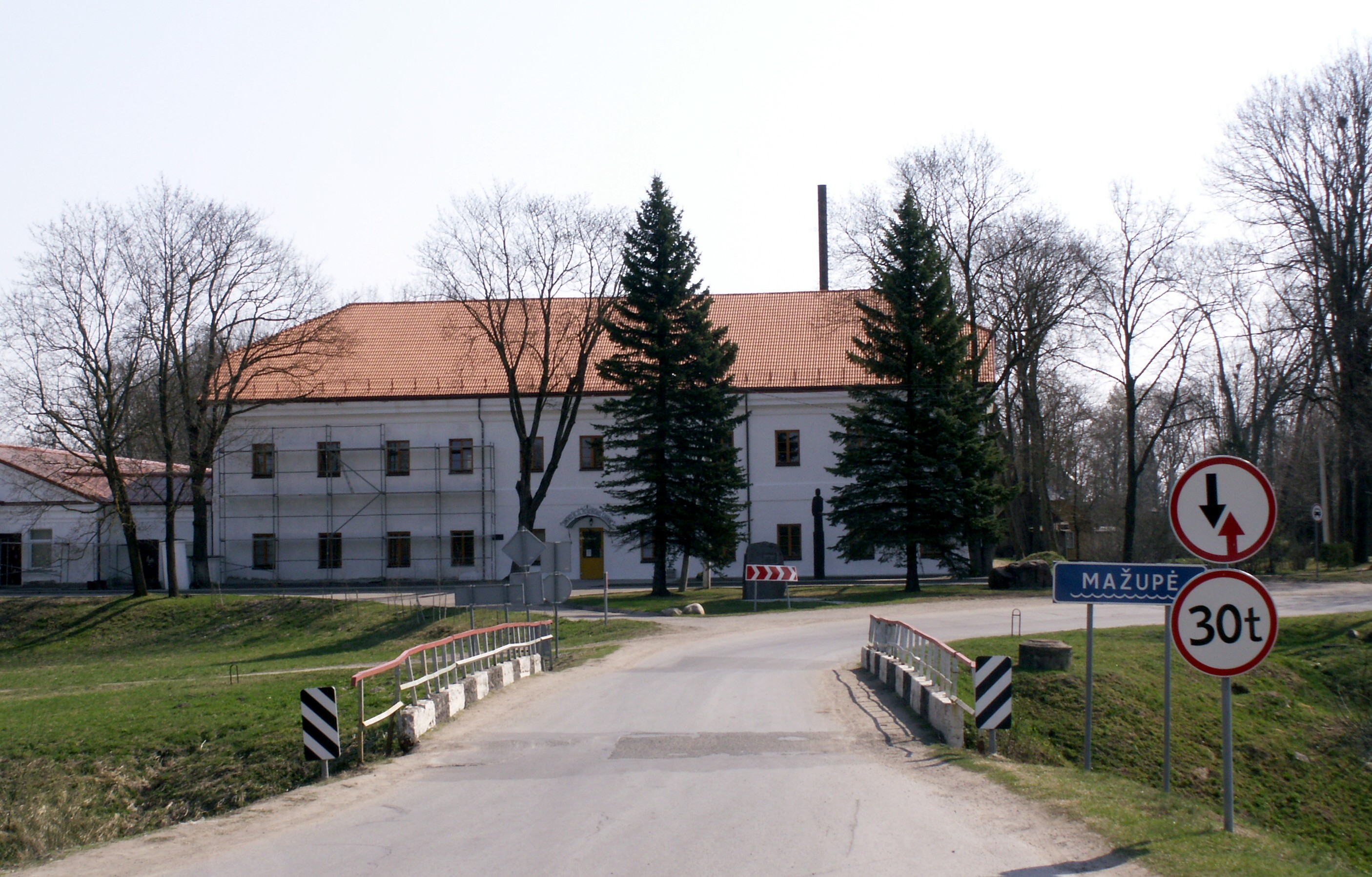
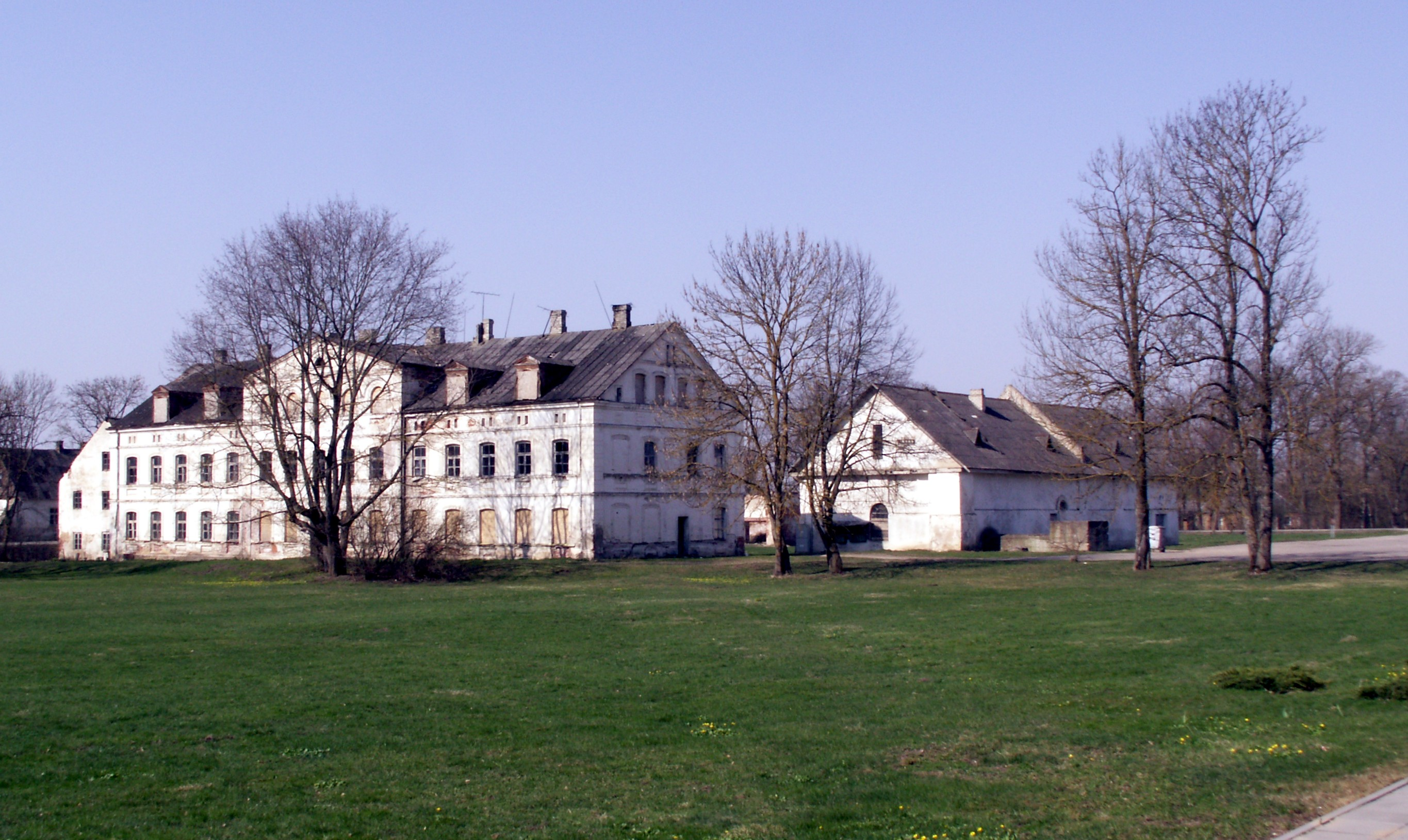
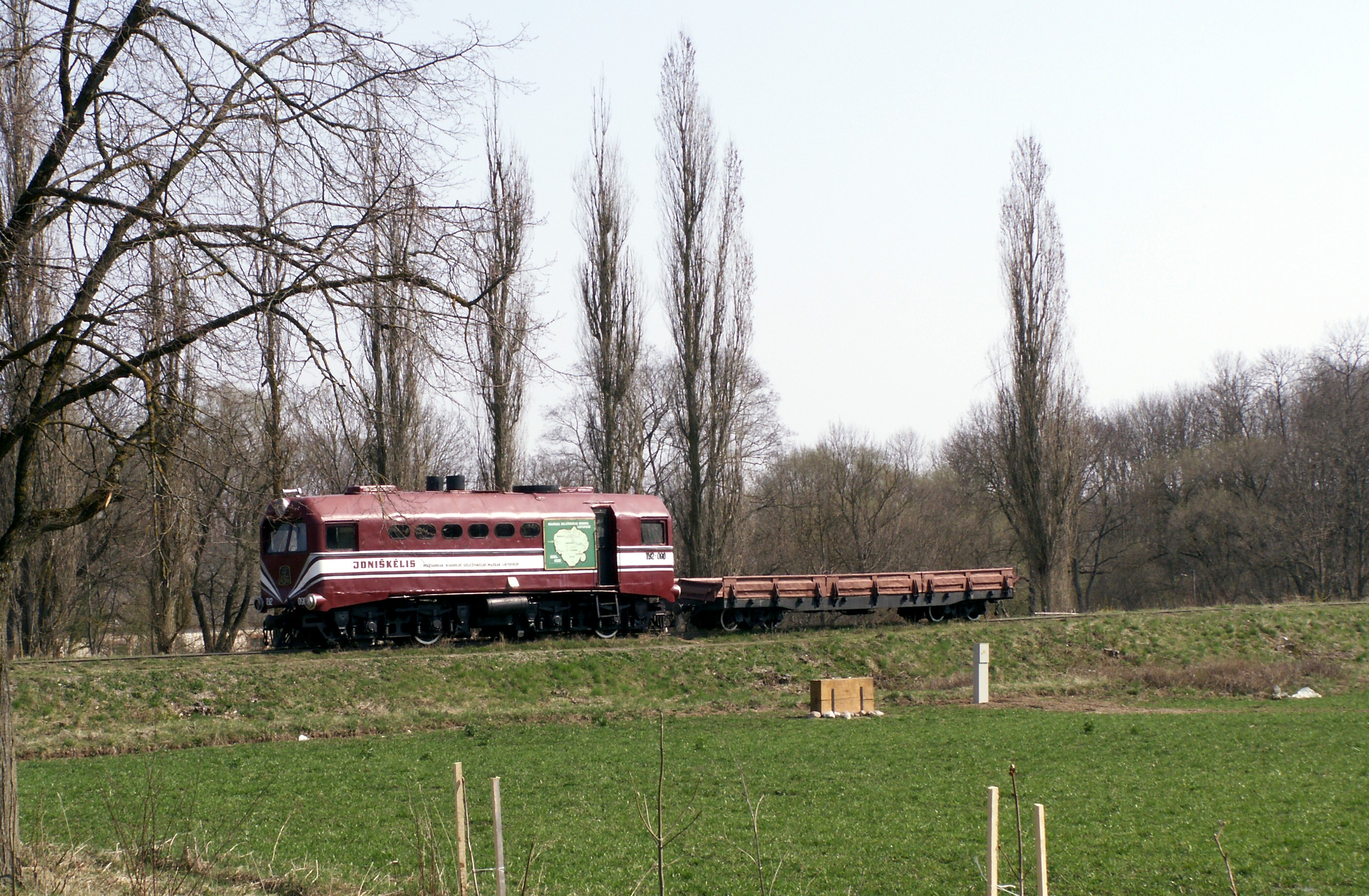
Узкоколейная железная дорога